# Bazar de la Charité

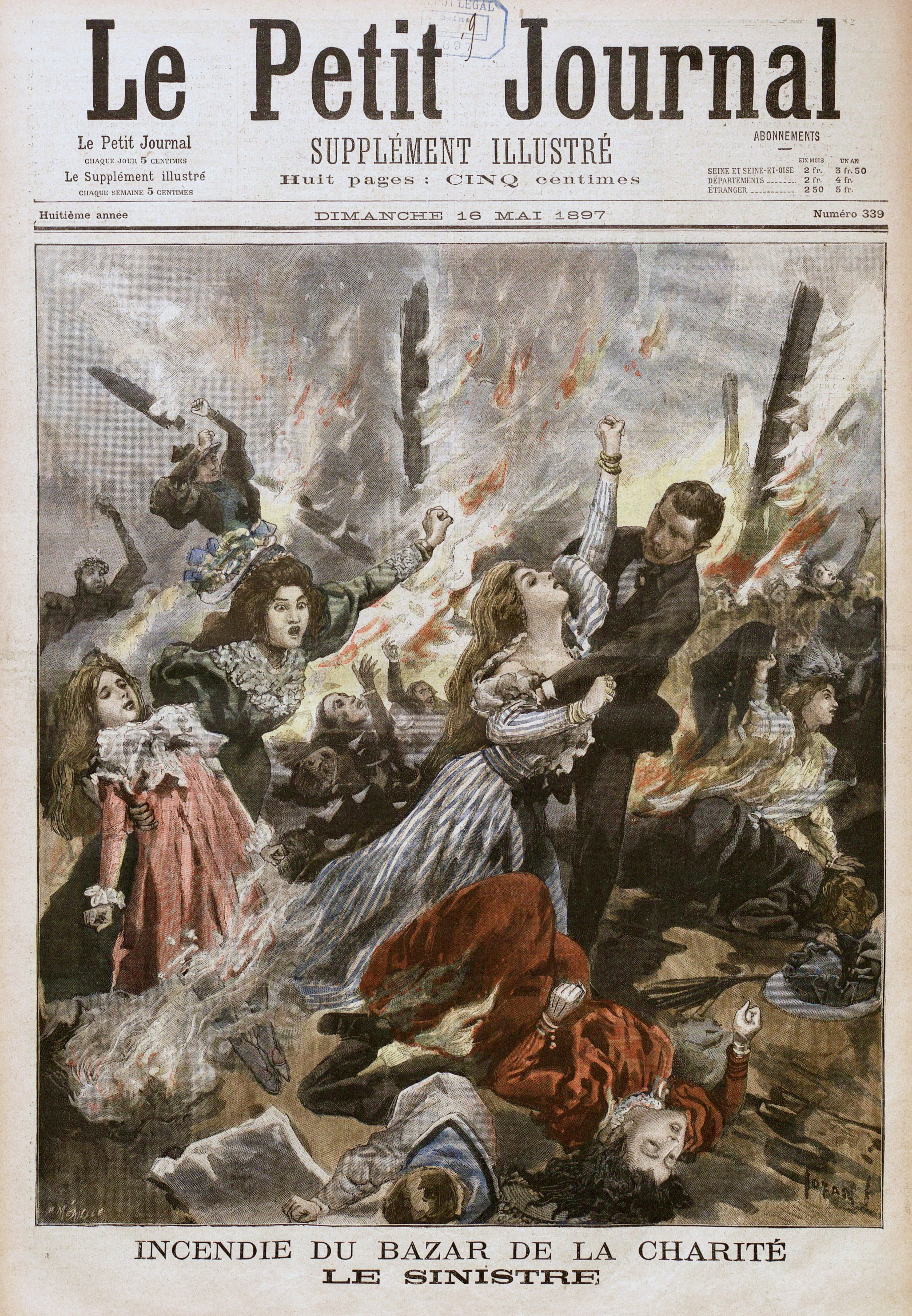
De brand in de Bazar de la Charité, afgebeeld in het tijdschrift Le Petit Journal

De Bazar de la Charité was een in 1885 in Parijs (17 der Rue Jean-Goujon, 8e arrondissement) opgerichte liefdadigheidstentoonstelling. De bazar bestond tot 1897, toen het gebouw op 4 mei compleet werd vernietigd door een brand, waarbij 129 mensen om het leven kwamen.

## Geschiedenis
In de bazar verkochten welgestelde dames kunstwerken, waarvan de - vaak relatief hoge - opbrengsten werden gebruikt voor liefdadigheidswerk. Het gebouw zelf was een versierde houten barak. Met behulp van decorstukken was er een reconstructie van een middeleeuwse Parijse straat gemaakt. Achter in de barak was een ruimte ingericht waar cinematografische voorstellingen konden worden gegeven.
In deze ruimte ontstond de fatale brand. De belichting van de projector bestond uit kalklicht dat door een ethervlam werd gemaakt. In de projector ontstond een klein vuur dat, door de droge omgeving (die uit hout en deels uit katoen vervaardigde decorstukken bestond) gemakkelijk uitgroeide tot een grote brand.

### Slachtoffers
Er vielen 129 dodelijke slachtoffers waaronder een aanzienlijk gedeelte vrouwen. Vele hoge dames uit de Parijse adel vielen onder de slachtoffers, zo ook Sophie in Beieren, hertogin van Alençon en zuster van de Oostenrijkse keizerin Elisabeth. Hierop brak een schandaal uit in de Parijse media en er werden dagenlang verhalen verteld en analyses gemaakt over dit drama. Zo bleek dat de Parijse brandweer veel te laat toekwam. Het bestaan van verschillende valse deuren en de ontvlambare kleding van de dames, die hen veranderde in brandende toortsen, werden genoemd als oorzaken van de hoge dodentol. Binnen enkele minuten stond de gehele barak in brand en de hitte was zo groot dat het brandende pand van buitenaf moeilijk bereikbaar was. Nadat de brand geblust was, konden de lichamen maar met moeite worden geïdentificeerd. 

## Herdenkingen van de ramp
Er volgden blijken van medeleven en donaties uit de gehele wereld en er werd met privaat fondsen een memoriaal opgericht. De dood van de hertogin van Alençon veroorzaakte een schok aan het Franse, Oostenrijkse en Beierse hof. Keizer Frans Jozef was de schoonbroer van de hertogin en hij vernam het nieuws in Wenen. Léon de Poilloüe, markies van Saint Mars, en Hendrik, hertog van Aumale en een neef van de hertogin van Alençon, stierven allebeide aan een hartaanval door de emoties van de tragedie.
Op de staatsbegrafenis waren verschillende koningshuizen vertegenwoordigd en ontmoetten Elisabeth in Beieren en prins Albert van België elkaar, waaruit hun verloving voortkwam.
De Netflix-serie Le Bazar de la Charité uit 2019 is deels gebaseerd op de ramp. Op de plek des onheils werd een grote herdenkingskapel en memoriaal opgericht met private middelen. Sinds 28 februari 1899 staat op de Parijse begraafplaats Cimetière du Père-Lachaise een monument ter nagedachtenis van de onbekende slachtoffers van de brand.

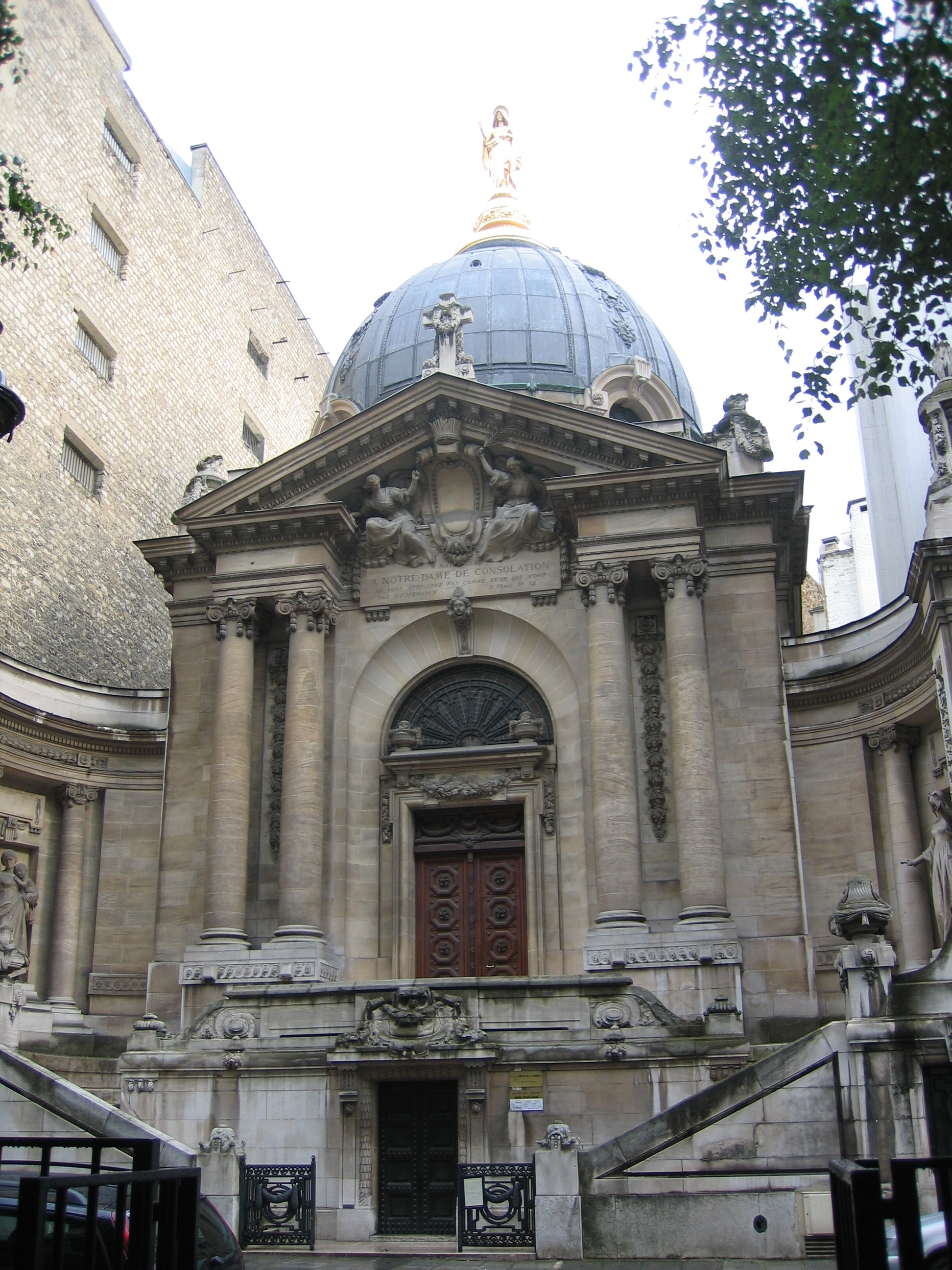
Chapelle Notre-Dame de Consolation, ter nagedachtenis aan Bazar de la Charité
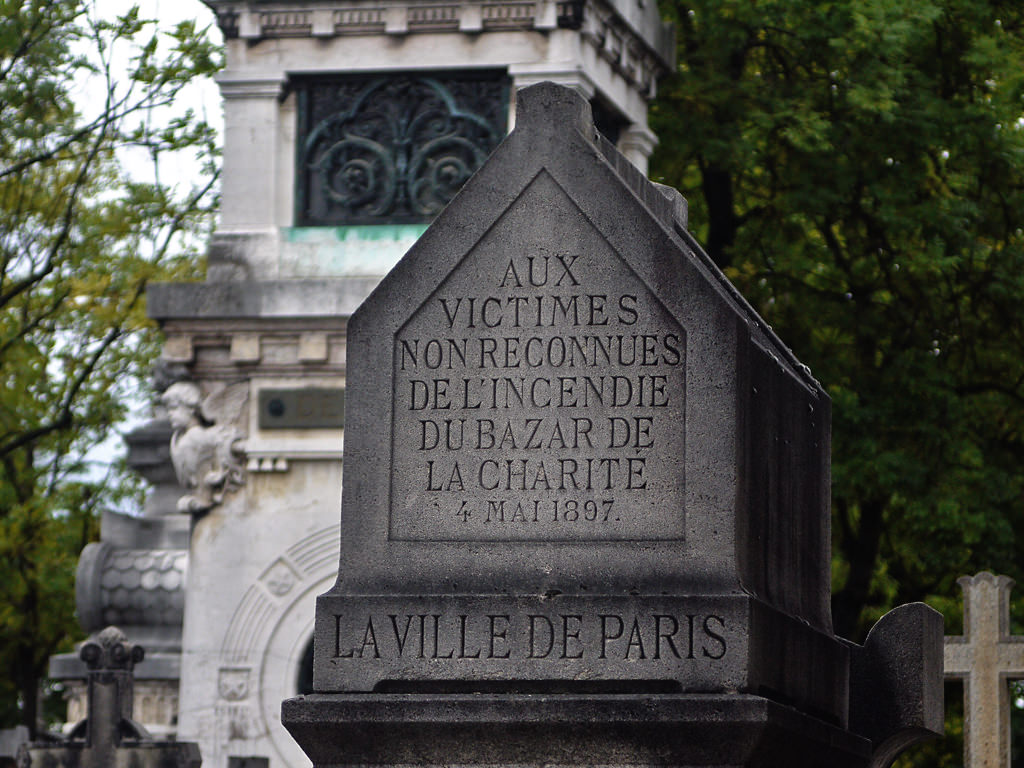
Monument voor onbekende slachtoffers